# Hot Nigga
«Hot Nigga» (цензурована назва для радіо «Hot Boy») — дебютний сингл американського репера Боббі Шмерди. Пісню записано на біт, використаний у 2012 Ллойдом Бенксом на треці «Jackpot». За словами Jahlil Beats, той не заплатив за біт. Кліп містить хореографію, пізніше названу танцем Shmoney. Танок став популярним серед користувачів Vine і став мемом.

## Відеокліп
Офіційний кліп завантажили на YouTube 28 березня 2014. Відео знято навесні.

## Ремікси
Свої фрістайли записали безліч виконавців, серед них Juicy J, French Montana, Lil' Kim, Gunplay, Т.I., Jeezy, Lil Herb, Ейс Гуд, Shy Glizzy, Problem.
29 серпня 2014 вийшов офіційний реґі-ремікс Шмерди з участю Junior Reid, Mavado, Popcaan і Jah X. Ще один ремікс з участю Fabolous, Кріс Браун, Jadakiss, Rowdy Rebel, Busta Rhymes та Йо Ґотті випустили 5 вересня.

## У популярній культурі
У липні 2014 Бейонсе виконала Shmoney під час On the Run Tour. Це також зробив крайній гравець НФЛ Брендон Ґібсон  після тачдауну. Drake використав трек, бувши ведучим 2014 ESPY Awards.

## Чартові позиції
| Чарт (2014)                               | Найвища позиція |
| ----------------------------------------- | --------------- |
| Бельгія (Ultratip Flanders)               | 83              |
| Бельгія (Flanders Urban)                  | 26              |
| Велика Британія (Official Charts Company) | 74              |
| Велика Британія (UK R&B Chart)            | 10              |
| Канада (Canadian Hot 100)                 | 34              |
| США (Billboard Hot 100)                   | 6               |
| US Rhytmic (Billboard)                    | 16              |
| США (Hot R&B/Hip-Hop Songs) (Billboard)   | 1               |
| Франція (SNEP)                            | 131             |

Річні чарти
| Чарт (2014)             | Позиція |
| ----------------------- | ------- |
| США (Billboard Hot 100) | 54      |

## Сертифікації
| Країна | Сертифікація | Наклад |
| ------ | ------------ | ------ |
| США    | Платиновий   | 1 млн  |